# Bisbat d'Ecatepec
El bisbat d'Ecatepec (castellà:  Diócesis de Ecatepec, llatí: Dioecesis Ecatepecensis) és una seu de l'Església Catòlica a Mèxic, sufragània de l'arquebisbat de Tlalnepantla, i que pertany a la regió eclesiàstica Metro-Circundante. L'any 2013 tenia 1.488.000 batejats sobre una població d'1.774.000 habitants. Actualment està regida pel bisbe Óscar Roberto Domínguez Couttolenc, M.G.

## Territori
La diòcesi comprèn el municipi d'Ecatepec i la part oriental del municipi de Tlalnepantla, de l'estat mexicà de Mèxic.
La seu episcopal és la ciutat d'Ecatepec, on es troba la catedral del Sagrat Cor de Jesús.
El territori s'estén sobre 204  km², i està dividit en 97 parròquies. La diòcesi comprèn una zona densament poblada a la perifèria de Ciutat de Mèxic, amb una població generalment pobre i zones de pobresa extrema.

## Història
La diòcesi va ser erigida el 28 de juny de 1995, mitjançant la butlla Ad curam pastoralem del Papa Joan Pau II, prenent el territori del bisbat de Texcoco i de l'arquebisbat de Tlalnepantla.
El 8 de juliol de 2003 cedí una porció del seu territori per tal que s'erigís el bisbat de Valle de Chalco.

## Cronologia episcopal
- Onésimo Cepeda Silva (28 de juny de 1995 - 7 de maig de 2012 jubilat)
- Óscar Roberto Domínguez Couttolenc, M.G., des del 17 de juliol de 2012

## Estadístiques
A finals del 2013, la diòcesi tenia 1.488.000 batejats sobre una població d'1.774.000 persones, equivalent al 83,9% del total.
| any  | població  | població  | població | sacerdots | sacerdots       | sacerdots       | sacerdots             | diaques | religiosos | religiosos | parròquies |
| ---- | --------- | --------- | -------- | --------- | --------------- | --------------- | --------------------- | ------- | ---------- | ---------- | ---------- |
| any  | batejats  | total     | %        | total     | clergat secular | clergat regular | batejats por sacerdot | diaques | homes      | dones      |            |
| 1997 | 3.235.000 | 3.860.000 | 83,8     | 103       | 91              | 12              | 31.407                | 20      | 31         | 126        | 79         |
| 1999 | 3.500.000 | 4.126.033 | 84,8     | 106       | 96              | 10              | 33.018                | 19      | 18         | 136        | 82         |
| 2004 | 3.400.000 | 4.300.000 | 79,1     | 125       | 108             | 17              | 27.200                | 4       | 21         | 12         | 89         |
| 2006 | 3.400.000 | 4.300.000 | 79,1     | 129       | 112             | 17              | 26.356                | 4       | 21         | 12         | 89         |
| 2013 | 1.488.000 | 1.774.000 | 83,9     | 173       | 160             | 13              | 8.601                 | 23      | 31         | 72         | 97         |